# Kannapolis
Kannapolis est une ville des comtés de Cabarrus et Rowan, dans l’État de Caroline du Nord, aux États-Unis. La population était de 36 910 habitants au recensement de 2000. 

## Démographie
| 1990   | 2000   | 2010   | - | - | - |
| ------ | ------ | ------ | - | - | - |
| 29 696 | 36 910 | 42 625 | - | - | - |